# Midland Athletic
Der Midland Athletic Football Club war ein irischer Fußballverein aus Dublin.

## Geschichte
Der Verein wurde im Jahre 1904 von Mitarbeitern der Midland Great Western Railway gegründet und spielte zunächst in der Leinster Senior League. Der Verein wurde im Jahre 1922 in die erstklassige League of Ireland aufgenommen. In der Saison 1922/23 wurde die Mannschaft Neunter und ein Jahr später Tabellenletzter. Am Saisonende wurde der Club nicht wieder in die Liga gewählt und musste seinen Platz zu Gunsten der Bray Unknowns räumen.
Der Verein nahm zweimal an irischen Pokalwettbewerb teil, scheiterte aber beide Male bereits in der ersten Runde. In der Saison 1922/23 verlor die Mannschaft mit 0:5 beim späteren Sieger Alton United. Ein Jahr später war der Wettbewerb nach einer 0:2-Niederlage bei Athlone Town bereits nach einem Spiel beendet.